# Conny Wassmuth
Conny Wassmuth (Halle, 4 aprile 1983) è una canoista tedesca, vincitrice della medaglia d'oro ai Giochi olimpici di Pechino 2008 nel K4 500 m.

## Palmarès
- Olimpiadi

Pechino 2008: oro nel K4 500 m.
- Mondiali

2005 - Zagabria: oro nel K4 500 m.
2006 - Seghedino: argento nel K4 200 m e K4 500 m.
2007 - Duisburg: oro nel K4 200 m e K4 500 m.
2009 - Dartmouth: oro nella staffetta K1 4x200 m e nel K2 500 m.
2011 - Seghedino: oro nella staffetta K1 4x200 m.
- Campionati europei di canoa/kayak sprint

Mosca 2016: bronzo nel K1 1000m.